# 府中市生涯学習センター
府中市生涯学習センター（ふちゅうししょうがいがくしゅうセンター）は、東京都府中市浅間町1丁目7番地にある、総合学習施設である。

## 沿革
- 1993年（平成3年）5月5日 - 府中市生涯学習センターが開館。建設費は約110億円となっている[2]。
- 2013年（平成25年）4月 - 施設の向上や、効率的な運営を図る為、指定管理者制度を導入した[2]。

## 概要
「いつでも、誰もが学習できる環境づくり」をコンセプトに、施設は本棟・宿泊施設とスポーツ施設に分かれている。
宿泊施設では、地上4階、地下1階建てとなっており、地下1階は地下駐車場や音楽室。1階は食堂やアトリウムなど、2階は図書館や講堂、研修室など、3階は工房や美術室など、4階は宿泊所となっている。
スポーツ施設では、地上3階建てとなっており、1階に体育館やトレーニング室、2階に温水プール、3階にギャラリーがある。
生涯学習センターではルミエール府中と共に、ボランティア活動が盛んで、2004年から活動をしている「悠学の会」など、様々なボランティア活動が行われている。

## 施設

### 本棟
1階
- アトリウム（広場）
- 保育室
- 食堂

2階
- 研修室（2-1・2-2・2-3）
- パソコン学習室
- 語学室
- 自習室
- 図書館

3階
- 研修室（3-1・3-2・3-3）
- 版画室
- 工作機器室
- 写真学習室
- 和室（もくせい・はなみずき）
- 工房（1・2）
- 美術室
- 陶芸室
- ギャラリー
- 休憩室（ゆきのり）

4階
- 宿泊施設（こぶし・くりのき・かりん・あかしあ・あじさい・あんず・かいどう・かえで・にしきぎ・つばき・つつじ）
- 大広間（きすげ）
- 浴室（1・2）
- 庭園

### スポーツ棟
1階
- 体育館
- トレーニング室
- 体力測定室

2階
- 温水プール

3階
- ギャラリー